# NGC 7153
NGC 7153 é uma galáxia espiral (Sb) localizada na direcção da constelação de Piscis Austrinus. Possui uma declinação de -29° 03' 50" e uma ascensão recta de 21 horas, 54 minutos e 35,3 segundos.
A galáxia NGC 7153 foi descoberta em 28 de Setembro de 1834 por John Herschel.